# Tabriz Shahrdari Ranking/Saison 2014
Dieser Artikel listet Erfolge und Fahrer des Radsportteams Tabriz Shahrdari Ranking in der Saison 2014 auf.

## Erfolge in der UCI Asia Tour
| Datum   | Rennen                      | Kat. | Fahrer           |
| ------- | --------------------------- | ---- | ---------------- |
| 8. Juni | 2. Etappe Tour de Singkarak | 2.2  | Hossein Alīzādeh |

## Mannschaft
| Name                         | Geburtstag         | Nationalität | Team 2013                        |
| ---------------------------- | ------------------ | ------------ | -------------------------------- |
| Hossein Alīzādeh             | 24. Januar 1988    | Iran         | Amore & Vita                     |
| Behnam Ariyan (ab 1. Juni)   | 11. April 1990     | Iran         | Pishgaman Yazd                   |
| Alireza Asgharzadeh          | 12. April 1986     | Iran         | Tabriz Petrochemical Team        |
| Mohammadreza Eimanigoloujeh  | 15. Juni 1993      | Iran         | Tabriz Petrochemical Team        |
| Hossein Jahabanian           | 2. April 1976      | Iran         | Tabriz Petrochemical Team (2012) |
| Hamed Jannat                 | 2. November 1989   | Iran         | Azad University Giant Team       |
| Khalil Khorshid              | 10. Juni 1988      | Iran         | Neoprofi                         |
| Ramin Maleki (bis 10. April) | 18. März 1987      | Iran         | Ayandeh Continental Team         |
| Parviz Mardani               | 14. August 1982    | Iran         | Neoprofi                         |
| Hamed Pasbankhajeh           | 23. September 1988 | Iran         | Uzbekistan Suren Team (2012)     |
| Hamid Pourhashemi            | 3. Juni 1990       | Iran         | Neoprofi                         |
| Saeid Safarzadeh             | 21. September 1985 | Iran         | Tabriz Petrochemical Team        |